# Torben Giese
Torben Giese (* 2. Juli 1978 in Hanau) ist ein deutscher Historiker, Kurator und Museumsdirektor.

## Leben
Torben Giese besuchte das Franziskaner-Gymnasium Kreuzburg in Großkrotzenburg bei Hanau und studierte danach an der Goethe-Universität im Hauptfach Mittlere und Neuere Geschichte. Im Anschluss promovierte er bei Lothar Gall im Jahr 2007 zur „Modernen städtischen Imagepolitik in Frankfurt am Main, Wiesbaden und Offenbach.“ Zuvor war Giese im Jahr 2005 für dieses Forschungsvorhaben mit dem Bethmann-Studienpreis der Frankfurter Historischen Kommission ausgezeichnet worden. Zeitgleich war er Mitglied des Sonderforschungsbereichs „Wissenskultur und gesellschaftlicher Wandel“ der Deutschen Forschungsgemeinschaft. Dort untersuchte er „Die Frankfurter Katholische Studentengemeinde und das Zweite Vatikanische Konzil.“
Nach Abschluss der Promotion arbeitete Giese ab 2008 als wissenschaftlicher Mitarbeiter im Stadtmuseum Wiesbaden. Er kuratierte nach dem Scheitern des Neubauprojekts an der Wilhelmstraße 1 eine ganze Reihe von Ausstellungen im temporären „Schaufenster Stadtmuseum“ und wirkte ab 2013 als stellvertretender Direktor. Nach einem erneuten Scheitern eines weiteren Neubau-Projekts für ein Stadtmuseum zeichnete er sich 2016 für einen Teil der Dauerausstellung des und die Kommunikation für das neue „sam – Stadtmuseum am Markt“ im Marktkeller in Wiesbaden verantwortlich.
Im Rahmen seiner langjährigen Lehrtätigkeit am Historischen Seminar der Goethe-Universität realisierte er im Jahr 2014 gemeinsam mit Studierenden die Ausstellung „36 Stifter für eine Idee“ zum 100-jährigen Jubiläum der Goethe-Universität. Zwei Jahre später erarbeitete er wiederum gemeinsam mit Studierenden und Markus Häfner die Ausstellung „Die Selektion von Entebbe?“, die in der Anne Frank Bildungsstätte in Frankfurt am Main im Jahr 2016 gezeigt wurde.
Im Jahr 2016 wurde Torben Giese weiterhin Hanauer Stadthistoriker und erforschte die kommunale Gebiets- und Verwaltungsreform im Raum Hanau in der ersten Hälfte der 1970er Jahre.
Am 1. Februar 2017 begann Giese seine Tätigkeit als Direktor des StadtPalais – Museum für Stuttgart. Neben seiner Funktion als Direktor hat Giese auch selbst große Sonderausstellungen wie „TROY – 30 Jahre Die Fantastischen Vier“ oder „Stuttgart Twenties“ kuratiert und lehrt auch im Studiengang Informationswissenschaften an der Stuttgarter Hochschule der Medien.
Im Jahr 2021 hat er gemeinsam mit Richard Stang den Band „Lernwelt Museum“ herausgegeben, in dem er Museen programmatisch als Orte des freiwilligen, selbstständigen und individuellen Lernens systematisiert.
Seit 2022 engagiert sich Giese auch im Frankfurter MOMEM – Museum of Modern Electronic Music als Kurator und neben der Eröffnungsausstellung „Sven Väth – It´s simple to tell what saved us from hell“ auch den weltweit ersten Electronic Classroom kuratiert. Im Jahr 2023 kuratierte er dann die permanente Ausstellung „Milestones. Favorite Clubtracks 1985-2020“ des MOMEM – Museum of Modern Electronic Music.

## Ausstellungen
- 2008 – 60 Jahre Luftbrücke – Wiesbaden und der Big Lift – Kurhaus Wiesbaden
- 2009 – Elvis Presley in Germany – Rathaus Wiesbaden
- 2011 – 47 Briefe – Die Geschichte der Familie Grünbaum – Schaufenster Stadtmuseum Wiesbaden
- 2012 – Fluxus 50 – live dokumentiert – Schaufenster Stadtmuseum Wiesbaden[18]
- 2013 – Wiesbaden loves JFK – Die Erinnerungen an den Kennedybesuch 1963 – Schaufenster Stadtmuseum Wiesbaden[19]
- 2014 – 36 Stifter für eine Idee – Goethe-Universität Frankfurt am Main[20]
- 2014 – Die spinnen die Mattiaker! Leben im römischen Wiesbaden – Schaufenster Stadtmuseum Wiesbaden
- 2014 – Die Eiserne Zeit – Wiesbaden im Ersten Weltkrieg – Schaufenster Stadtmuseum Wiesbaden
- 2014 – Nassauer Köpfe aus den graphischen Sammlungen des Stadtmuseums Wiesbaden – Schaufenster Stadtmuseum Wiesbaden
- 2015 – Integration ist ein Genuss – Schaufenster Stadtmuseum Wiesbaden
- 2016 – Die Selektion von Entebbe? – Anne Frank Bildungsstätte, Frankfurt am Main[21]
- 2018 – Walter Giers: Play – StadtPalis – Museum für Stuttgart
- 2018 – Sound of Stuttgart – StadtPalais – Museum für Stuttgart
- 2018 – Stuttgart und Du 2038 – StadtPalais – Museum für Stuttgart
- 2020 – TROY – 30 Jahre Die Fantastischen Vier – StadtPalais – Museum für Stuttgart
- 2020 – Richard Herre – StadtPalais – Museum für Stuttgart
- 2020 – Urban Beauties – der andere Blick auf Stuttgart – StadtPalais – Museum für Stuttgart
- 2020 – Stadt + Fluss = Lebensqualität – StadtPalais – Museum für Stuttgart
- 2021 – Tiefschwarz – Dance Tili You Popo – StadtPalais – Museum für Stuttgart
- 2021 – Stuttgart trotz(t) Corona – StadtPalais – Museum für Stuttgart in Kooperation mit der Stuttgarter Zeitung
- 2022 – Sven Väth – It´s simple to tell what saved us from hell –  MOMEM – Museum of Modern Electronic Music, Frankfurt
- 2022 – Stuttgart Twenties – StadtPalais – Museum für Stuttgart
- 2023 – Leg Dein Ohr auf die Schiene der Geschichte – StadtPalais – Museum für Stuttgart
- 2023 – 62 Jahre Renitenztheater – StadtPalais – Museum für Stuttgart
- 2025 – NOT MY HERO – StadtPalais – Museum für Stuttgart
- 2024 – Milestones of Hip-Hop – MOMEM – Museum of Modern Electronic Music Frankfurt
- 2024 – 30 years of Time Warp –  Reiss-Engelhorn-Museen Mannheim
- 2025 – Stuttgart – Stadt der Könige – StadtPalais – Museum für Stuttgart
- 2025 – Italo Disco – Never Stop Dancing – MOMEM – Museum of Modern Electronic Music Frankfurt

## Schriften

### Herausgeberschaften
- 175 Jahre für Demokratie und Sport – Die Turngemeinde 1837 Hanau a. V., Hanau 2012.
- Historische Perspektiven auf 175 Jahre Demokratie und Sport, Hanau 2012.
- Wiesbaden loves JFK - Die Erinnerungen an den Kennedybesuch 1963. Ergänzungsband zur Ausstellung. Herausgegeben von Hans-Jörg Czech und Torben Giese im Auftrag des Kulturamts der Landeshauptstadt Wiesbaden. Wiesbaden 2013.
- Richard Herre. Architekt, Designer, Grafiker, Übersetzer 1885-1959, Stuttgart 2019.
- Lernwelt Museum. Dimensionen der Kontextualisierung und Konzepte, Berlin /Boston 2021, emeinsam mit Richard Stang.
- Milestones of Hip-Hop. Katalog zur Ausstellung im MOMEM – Museum of Modern Electronic Music, Frankfurt am Main 2025.

### Monographien
- Moderne städtische Imagepolitik in Frankfurt, Wiesbaden und Offenbach – Von den Anfängen bis in die 1970er Jahre. (Studien zur Frankfurter Geschichte; Bd. 57) Frankfurt 2010.

### Aufsätze
- Wiesbaden als Zentrale der Berliner Luftbrücke – Die Combined Airlift Task Force unter Major General William H. Tunner; in: 60 Jahre Luftbrücke – Wiesbaden als Zentrale des „Big-Lift“. Herausgegeben von Hans-Jörg Czech im Auftrag des Landeshauptstadt Wiesbaden. Wiesbaden 2008. 8–13.
- Die Frankfurter Katholische Studentengemeinde und das Zweite Vatikanische Konzil - Glaubenswissen und gesellschaftlicher Wandel; in: Archiv für Mittelrheinische Kirchengeschichte 61/2009. 289–312.
- Merian 2.0; in: „Der Stadt zur Ehre“. 400 Jahre Altes Rathaus. Herausgegeben von Hans-Jörg Czech im Auftrag des Landeshauptstadt Wiesbaden. Wiesbaden 2009. 36–40.
- Der Mythos Luftbrücke und die Entstehung der deutsch-amerikanischen Freundschaft? in: Historische Zeitschrift 291/2012, 663–687.
- Wiesbaden als Zentrale der Luftbrücke. Die Bedeutung des Airlifts für die moderne Luftfrachtfahrt und das deutsche Wirtschaftswunder; in: Nassauische Annalen 122/2011, 337–364
- Update Erinnerungskultur – Auf der Suche nach neuen Formen des Erinnerns; in: 47 Briefe. Die Geschichte der Familie Grünbaum. Herausgegeben von Hans-Jörg Czech im Auftrag des Landeshauptstadt Wiesbaden. Wiesbaden 2011. 36–40.
- Fluxus ist transnational. Warum Wiesbaden zum Geburtsort von Fluxus wurde; in: Fluxus 50 – live dokumentiert. Ausstellungsdokumentation. Herausgegeben von Hans-Jörg Czech im Auftrag des Landeshauptstadt Wiesbaden. Wiesbaden 2012. 19–25.
- Verein für Demokratie und Freiheit. 175 Jahre Turngemeinde 1837 Hanau a. V.; in: Historische Perspektiven auf 175 Jahre Demokratie und Sport. Herausgegeben von Torben Giese für die Turngemeinde 1837 Hanau a. V. Hanau 2012. 27–60.
- Der Besuch des amerikanischen Präsidenten John F. Kennedy als kollektives Erlebnis; in: Wiesbaden loves JFK - Die Erinnerungen an den Kennedybesuch 1963. Ergänzungsband zur Ausstellung. Herausgegeben von Hans-Jörg Czech und Torben Giese im Auftrag des Kulturamts der Landeshauptstadt Wiesbaden. Wiesbaden 2013. 28–33.
- Inhaltliche Perspektiven einer partizipativen Ausstellung; in: Integration ist ein Genuss. Eine Ausstellung im „Schaufenster Stadtmuseum“ vom 27. Februar bis 24. Mai 2015. Herausgegeben vom Amt für Zuwanderung und Integration. Wiesbaden 2014. 6–12.
- Erinnern an die Berliner Luftbrücke in Westdeutschland 1949–1999; in: Die Berliner Luftbrücke. Erinnerungsort des Kalten Krieges. Herausgegeben von Ulrich Pfeil, Corine Defrance und Bettina Greiner. Berlin 2018, 127–140.
- König Wilhelm II. von Württemberg: Zwischen Erinnern und Vergessen; in: Das Wilhelmspalais. Von der königlichen Residenz zum Museum für Stuttgart. Herausgegeben von Edith Neumann. Stuttgart 2019.
- König Wilhelm II. von Württemberg: Zwischen Erinnern und Vergessen; in: Begleithefte zum langen Diskursjahr rund um König Wilhelm II. von Württemberg, Band 1. Stuttgart 2020. 3–7.